# منطقه خوماس
منطقه خوماس (به لاتین: Khomas Region) یکی از منطقه‌های نامیبیا است که در مرکز این کشور واقع شده‌است. منطقه خوماس ۳۶٬۹۶۴ کیلومتر مربع مساحت و ۳۴۰٬۹۰۰ نفر جمعیت دارد.